# Annette van Deursen
Annette van Deursen (27 de junio de 1981) es una deportista neerlandesa que compitió en taekwondo. Ganó una medalla de bronce en el Campeonato Europeo de Taekwondo de 2006, en la categoría de –72 kg.

## Palmarés internacional
| Campeonato Europeo | Campeonato Europeo | Campeonato Europeo | Campeonato Europeo |
| Año                | Lugar              | Medalla            | Categoría          |
| ------------------ | ------------------ | ------------------ | ------------------ |
| 2006               | Bonn (Alemania)    | Medalla de bronce  | –72 kg             |